# 마법천자문
《마법천자문》(魔法千字文)은 대한민국의 출판사 아울북에서 출간한 학습만화이다. 1탄은 중국의 서유기를, 2탄은 그리스·로마 신화, 북유럽 신화, 이집트 신화를 모티브로 선과 악의 대결이 주 내용이다.
21권으로 시즌 1이 마무리되고, 시즌 2가 53권으로 끝난 뒤 현재 54권부터 3부가 연재중이다. 서장과 총 9장으로 이루어진 1권, 서장과 총 5장으로 이루어진 54권을 제외하면 1~2부는 한 권당 총 10장(章)으로, 3부는 한 권당 총 6장으로 구성된다.